# 伦德沃代代什
伦德沃代代什，是匈牙利佐洛州所辖的一个村，总面积4.02平方公里，总人口34，人口密度8.5人/平方公里（2010年1月1日）。